# Magallana gigas
Magallana gigas (лат.) — вид двустворчатых моллюсков из семейства устриц (Ostreidae). Обитает в Тихом океане у берегов Восточной Азии. Интродуцирован в Северной Америке, Австралии и Европе, в том числе в Чёрном море.
Вид очень изменчив по форме — от длинной до округлой. Благодаря своему большому промышленному значению и необходимости искусственного разведения строение и биология устрицы хорошо изучены в Японии, США и других странах, особенно ранние стадии её развития. Искусственно оплодотворённые яйца устриц хорошо развиваются и выращиваются в специальных бассейнах (танках) для их питания служит мелкая водоросль зоохлорелла, которая также искусственно культивируется.
Устрицы живут обычно на твёрдых грунтах — камнях, скалах, или на смешанных песчано-каменистых почвах, на небольшой глубине, от 1 до 50—70 м. Различают устричные банки и береговые поселения (устричники), которые в Японском море, например, могут простираться на 300—400 м от берега. Устричные банки находятся на отдельных мелководьях, на некотором удалении от берега. Устрицы очень чувствительны к температуре воды, особенно во время их размножения, которое происходит при температуре около 18-20 ° С. Устрицы могут переносить некоторое опреснение. Минимальная солёность, при которой они могут существовать, не ниже 12 ‰ (1,2 %).
Солёность воды отражается на росте устриц и их вкусовых качествах. Наиболее жирные и вкусные устрицы собирают при солёности между 20 и 30 ‰ (2-3 %), там, где наблюдается небольшое опреснение речными водами. При высокой морской солёности (до 3,5 %) они растут хорошо, но мясо их становится жёстким и неприятным на вкус, при ещё большей солёности (около 3,7 %) рост устриц замедляется.
Имея открытую мантию и жабры, эти устрицы очень чувствительны к чистоте воды и к достаточному количеству в ней кислорода для дыхания. Поэтому часто наблюдается гибель целых устричных банок при заносе их илом и песком после штормов; ил засоряет жабры устриц и исключает фильтрацию ими воды, необходимой для питания и дыхания.
На банках устрицы иногда живут очень плотно, тогда их раковины лежат вертикально, брюшным краем вверх, часто устрицы лежат друг на друге, в несколько ярусов. Местами количество их в среднем составляет около 20-50 штук на 1 м² площади дна. Кроме того, они могут жить и одиночными экземплярами.
Magallana gigas — обоеполый вид. Оплодотворение наружное. Число яиц, откладываемых устрицей, очень большое — от 300 тыс. до 6 млн. Личинка — парусник, размером около 0,2 мм, уже имеет маленькую двустворчатую раковину. Оседая, личинка выбирает для себя грунт, к которому прикрепляется сначала с помощью биссуса, а потом уже всей раковиной.